# Молдова на літніх Олімпійських іграх 2020
Молдова на літніх Олімпійських іграх 2020 буде представлена 20 спортсменами у 8 видах спорту. 

## Боротьба
Спортсменів — 2
Греко-римська боротьба
| Спортсмен     | Категорія | Кваліфікація       | 1/8 фіналу         | Чвертьфінал        | Півфінал           | Фінал              | Фінал |
| Спортсмен     | Категорія | Суперник Результат | Суперник Результат | Суперник Результат | Суперник Результат | Суперник Результат | Місце |
| ------------- | --------- | ------------------ | ------------------ | ------------------ | ------------------ | ------------------ | ----- |
| Віктор Чобану | до 60 кг  |                    |                    |                    |                    |                    |       |

Жіноча боротьба
| Спортсменка      | Категорія | Кваліфікація       | 1/8 фіналу         | Чвертьфінал        | Півфінал           | Фінал              | Фінал |
| Спортсменка      | Категорія | Суперник Результат | Суперник Результат | Суперник Результат | Суперник Результат | Суперник Результат | Місце |
| ---------------- | --------- | ------------------ | ------------------ | ------------------ | ------------------ | ------------------ | ----- |
| Анастасія Нікіта | до 57 кг  |                    |                    |                    |                    |                    |       |

## Важка атлетика
Спортсменів — 2
| Спортсмен     | Категорія | Ривок | Ривок | Ривок | Поштовх | Поштовх | Поштовх | Всього | Місце |
| Спортсмен     | Категорія | 1     | 2     | 3     | 1       | 2       | 3       | Всього | Місце |
| ------------- | --------- | ----- | ----- | ----- | ------- | ------- | ------- | ------ | ----- |
| Марін Робу    | до 73 кг  |       |       |       |         |         |         |        |       |
| Єлена Кильчик | до 87 кг  |       |       |       |         |         |         |        |       |

## Веслування на байдарках і каное
Спортсменів — 3

### Спринт
| Спортсмен                  | Дисципліна | Попередній заїзд | Попередній заїзд | Півфінал | Півфінал | Фінал | Фінал |
| Спортсмен                  | Дисципліна | Час              | Місце            | Час      | Місце    | Час   | Місце |
| -------------------------- | ---------- | ---------------- | ---------------- | -------- | -------- | ----- | ----- |
| Сергій Тарновський         | К-1 1000 м |                  |                  |          |          |       |       |
| Данієла Кочу               | К-1 200 м  |                  |                  |          |          |       |       |
| Марія Олерашу              | К-1 200 м  |                  |                  |          |          |       |       |
| Данієла Кочу Марія Олерашу | К-2 500 м  |                  |                  |          |          |       |       |

## Дзюдо
Спортсменів — 2
| Спортсмен     | Дисципліна | Раунд 1/64         | Раунд 1/32         | Раунд 1/16         | Чвертьфінал        | Втішний поєдинок   | Півфінал           | Фінал              | Фінал |
| Спортсмен     | Дисципліна | Суперник Результат | Суперник Результат | Суперник Результат | Суперник Результат | Суперник Результат | Суперник Результат | Суперник Результат | Місце |
| ------------- | ---------- | ------------------ | ------------------ | ------------------ | ------------------ | ------------------ | ------------------ | ------------------ | ----- |
| Деніс Вієру   | до 66 кг   |                    |                    |                    |                    |                    |                    |                    |       |
| Віктор Стерпу | до 73 кг   |                    |                    |                    |                    |                    |                    |                    |       |

## Легка атлетика
Спортсменів — 6
Чоловіки
Технічні дисципліни
| Спортсмен       | Дисципліна     | Півфінал           | Півфінал | Фінал              | Місце |
| Спортсмен       | Дисципліна     | Результат в метрах | Місце    | Результат в метрах | Місце |
| --------------- | -------------- | ------------------ | -------- | ------------------ | ----- |
| Андріан Мардаре | метання списа  |                    |          |                    |       |
| Сергій Маргієв  | метання молота |                    |          |                    |       |

Жінки
Трекові і шосейні дисципліни
| Спортсмен       | Дисципліна       | Фінал     | Фінал |
| Спортсмен       | Дисципліна       | Результат | Місце |
| --------------- | ---------------- | --------- | ----- |
| Лілія Фиськович | марафонський біг |           |       |

Технічні дисципліни
| Спортсмен             | Дисципліна     | Півфінал           | Півфінал | Фінал              | Місце |
| Спортсмен             | Дисципліна     | Результат у метрах | Місце    | Результат у метрах | Місце |
| --------------------- | -------------- | ------------------ | -------- | ------------------ | ----- |
| Заліна Петрівська     | метання молота |                    |          |                    |       |
| Олександра Ємельянова | метання диска  |                    |          |                    |       |
| Дімітріана Сурду      | штовхання ядра |                    |          |                    |       |

## Плавання
Спортсменів — 2
| Спортсмен       | Дисципліна                | Попередній заплив | Попередній заплив | Півфінал | Півфінал | Фінал | Фінал |
| Спортсмен       | Дисципліна                | Час               | Місце             | Час      | Місце    | Час   | Місце |
| --------------- | ------------------------- | ----------------- | ----------------- | -------- | -------- | ----- | ----- |
| Олексій Санков  | 200 метрів вільним стилем |                   |                   |          |          |       |       |
| Тетяна Салкутан | 200 метрів на спині       |                   |                   |          |          |       |       |

## Стрільба
Спортсменів — 1
Жінки
| Спортсмен   | Дисципліна                       | Кваліфікація | Кваліфікація | Фінал | Фінал |
| Спортсмен   | Дисципліна                       | Очки         | Місце        | Очки  | Місце |
| ----------- | -------------------------------- | ------------ | ------------ | ----- | ----- |
| Анна Дульче | пневматичний пістолет, 10 метрів |              |              |       |       |

## Стрільба з лука
Спортсменів — 2
Чоловіки
| Спортсмен                  | Дисципліна             | Попередній раунд   | Попередній раунд   | Раунд 1/32         | Раунд 1/16         | Раунд 1/8          | Чверть- фінали     | Півфінали | Фінал | Фінал |
| Результат                  | Місце                  | Суперник Результат | Суперник Результат | Суперник Результат | Суперник Результат | Суперник Результат | Суперник Результат | Місце     |       |       |
| -------------------------- | ---------------------- | ------------------ | ------------------ | ------------------ | ------------------ | ------------------ | ------------------ | --------- | ----- | ----- |
| Дан Олару                  | індивідуальна першість |                    |                    |                    |                    |                    |                    |           |       |       |
| Олександра Мирка           | індивідуальна першість |                    |                    |                    |                    |                    |                    |           |       |       |
| Дан Олару Олександра Мирка | змішана команда        |                    |                    | Н/Д                | Н/Д                |                    |                    |           |       |       |